# Dysphania conspicua
Dysphania conspicua är en fjärilsart som beskrevs av Max Joseph Bastelberger 1907. Dysphania conspicua ingår i släktet Dysphania och familjen mätare. Inga underarter finns listade i Catalogue of Life.